# Junodia maculata
Junodia maculata es una especie de mantis de la familia Hymenopodidae.

## Distribución geográfica
Se encuentra en Zambia y Zimbabue.